# Digimon Survive
Vous lisez un « bon article » labellisé en 2025.
Digimon Survive (デジモンサヴァイブ, Dejimon Savaibu) est un roman vidéoludique avec des éléments de RPG tactique développé par le studio Hyde et édité par Bandai Namco Entertainment. Le jeu vidéo inclut plus de cent créatures appartenant à la franchise Digimon, créée en 1997 par Akiyoshi Hongo. Les joueurs y suivent le récit d'un groupe d'adolescents égarés dans un étrange monde peuplé de monstres, où les dangers mettent à l'épreuve leur capacité de survie.
Digimon Survive est annoncé en 2018 et se fait connaître pour son développement prolongé. Le lancement du jeu est repoussé pendant quatre années en raison de difficultés budgétaires avec le studio d'origine Witchcraft, et sort le 28 juillet 2022 au Japon et le 29 juillet 2022 en sortie mondiale sur PlayStation 4, Xbox One, Nintendo Switch et PC. Il est distribué uniquement par téléchargement en France, avec des textes en français.
Lancé discrètement au bout d'une longue attente, Digimon Survive connaît un fort démarrage aux États-Unis après un début timide au Japon. Le jeu parvient également à se positionner en France dans un contexte commercial et promotionnel peu favorable. Digimon Survive déçoit cependant ce public et la critique française, principalement en raison de sa composante à dominante narrative, jugée conventionnelle et creuse.

## Synopsis
L'histoire se déroule pendant une sortie scolaire lors d'une journée printanière. Le personnage principal, Takuma Momozuka, et ses deux amis de lycée, Aoi Shibuya et Minoru Hyuga, visitent un célèbre sanctuaire à la recherche d'informations sur la mystérieuse légende des bêtes divines (« Kemonogami »). Tandis qu'ils explorent le sanctuaire, Takuma rencontre une petite créature rose, Koromon. Avant qu'ils ne puissent se faire mutuellement confiance, un cri perçant résonne dans les lieux : Takuma et Koromon se précipitent vers la source de ce bruit et tombent sur un groupe de monstres attaquant les camarades du jeune homme. Alors que Takuma essaye de les secourir, Koromon se digivolve en Agumon et ensemble, la bête et l'humain parviennent à chasser les nuisibles. Bien que la situation soit maîtrisée, ils découvrent très vite qu'ils sont loin d'être hors de danger ; transportés dans un monde nouveau et étrange, les jeunes gens luttent pour rentrer chez eux et quitter cet environnement harassant où décisions difficiles et combats mortels s'enchaînent. Chacune des actions choisies pour les héros a une incidence sur l'évolution de leurs alliés monstres et sur la tournure que prendra la fin de cette histoire.

## Système de jeu
Digimon Survive est un jeu de rôle solo orienté simulation de survie et de gestion tactique ; mêlant une partie de jeu essentiellement de visual novel avec des dialogues à choix multiples et des combats tactiques au tour par tour,. Le scénario se compose de douze chapitres qui peuvent se scinder en plusieurs embranchements en fonction du nombre de décisions spécifiques que le joueur cumule, les mauvais choix conduisant à la fin de la vie des personnages,. Le processus de digivolution permettant les transformations des 113 Digimon jouables dépend des « points de karma » obtenus selon les choix du joueur. À partir du huitième chapitre, le jeu se divise en trois trajectoires distinctes avec leurs propres fins : « Vertu », « Courroux » et « Harmonie ». Terminer le jeu une première fois débloque « une trajectoire secrète » ; le jeu dispose alors d'un mode New Game Plus, conservant les Digimon, leurs niveaux, leurs digivolutions et les objets acquis. Il faut environ quarante heures pour terminer une partie, l'intégralité demande entre quatre-vingt et cent heures de jeu.

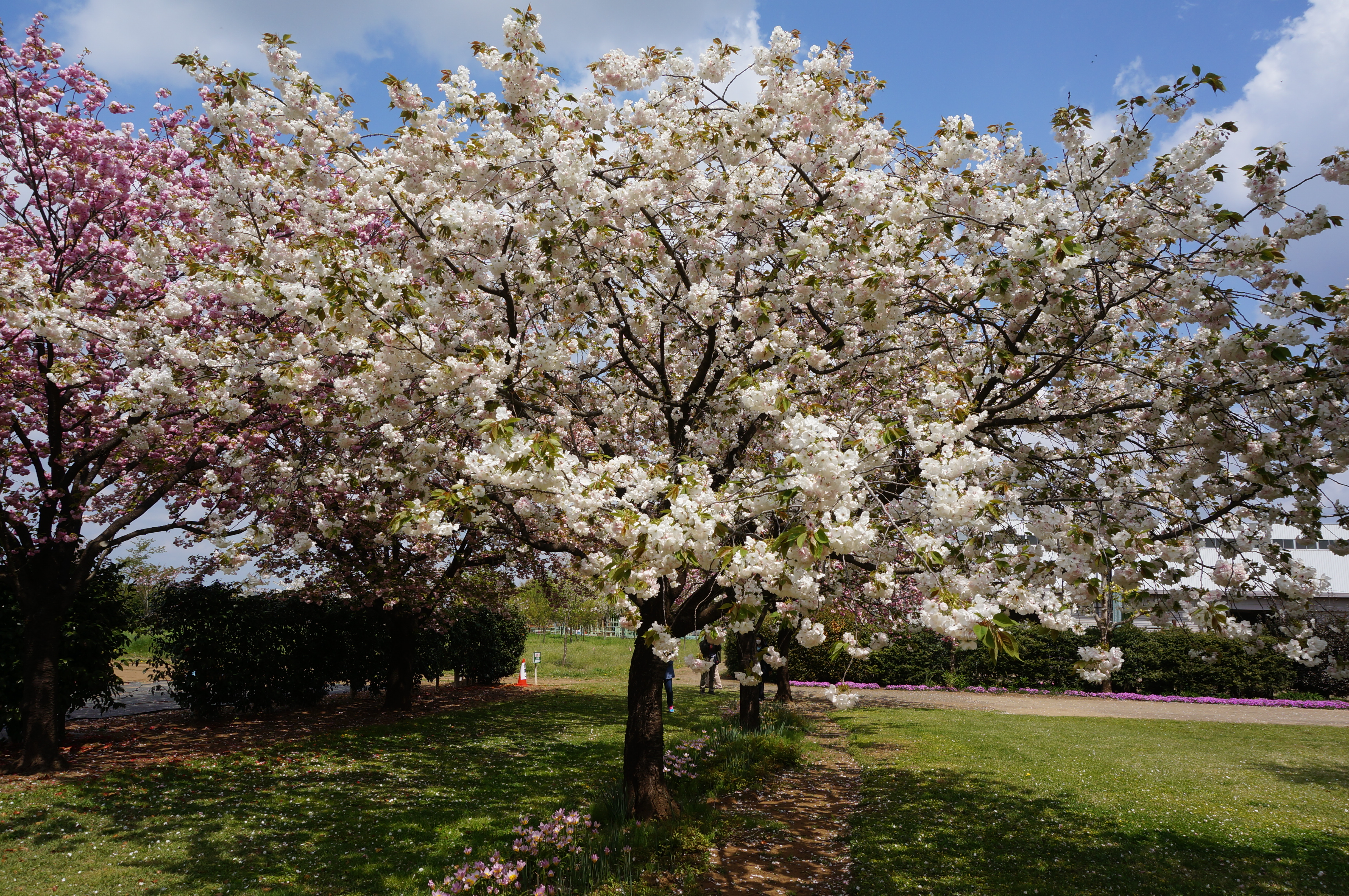
La trame du jeu est lancée au printemps, et les personnages entament leur première discussion à proximité de cerisiers japonais en fleur.

Le jeu se divise en plusieurs types de gameplay : principalement composé d'une aventure sous forme de texte narrant l'histoire du jeu, ces « parties de fiction » progressent en interagissant avec les différents personnages et en examinant les objets ou les indices que le joueur peut trouver çà et là — le jeu pousse son interactivité à travers l'« Action de recherche », où le joueur cherche un moyen de survivre dans une situation de crise, et à travers l'« Action libre », où le joueur choisit où aller, à qui parler pendant une durée donnée, de changer de carte et de participer à différentes épreuves, tant principales que secondaires, même si le nombre d'actions possibles lui sera limité. Pendant l'action libre, les personnages se dispersent dans le jeu et agissent individuellement — en choisissant une zone sur la carte, le joueur a la possibilité de découvrir les dessous des histoires du jeu et de renforcer ses affinités avec le reste des personnages — plus le niveau augmente, plus les camarades du protagoniste aident le joueur au combat ; certains endroits permettent de participer à des « combats libres » pour entraîner les Digimon du joueur, monter de niveau, se lier d'amitié avec des créatures sauvages et collecter des objets utiles pour la progression du joueur,. En « combat », le joueur peut contrôler dix unités de monstres en utilisant des points de vie pour déclencher leurs techniques d'attaque et les faire se digivolver au fil du jeu. Quatre niveaux de difficulté sont disponibles pour les combats. De nouveaux Digimon peuvent être recrutés, avec des éléments de négociation et de socialisation.

## Développement

### Inspiration
Digimon Survive s'inspire des rapports entre les protagonistes de différentes séries d'animation de la franchise et leurs homologues Digimon ; l'idée est que le joueur puisse expérimenter cette même association en prenant des décisions qui affectent le développement de la créature. Le producteur Habu Kazumasa cite la franchise Summon Night et le jeu vidéo Utawareru mono comme sources d'inspiration, indiquant au passage des similitudes avec le roman Sa Majesté des mouches de William Golding.
L'approche du producteur pour la création de Digimon Survive, se fonde sur une interprétation de Hiroyuki Kakudo, l'un des réalisateurs de la première série d'animation de cette franchise, selon laquelle les dits « Digimon » ne sont pas apparus à la suite de la création des ordinateurs par l'homme, mais ont été vus par l'homme en conséquence de celui-ci, et que ces créatures ont donc toujours existé et vécu parallèlement aux humains, bien que dans un environnement différent. Les Digimon ont ainsi pu se manifester dans cette idée par la magie, la sorcellerie ou à travers l'art ancien de l'Onmyōdō dans le passé, les faisant ainsi paraître comme des shikigami, des yōkai ou des démons. Cette manifestation se réalise désormais par le biais du virtuel aux yeux des humains qui les perçoivent comme étant des « monstres digitaux », ou des Digimon par contraction familière. La technologie et les différents appareils du monde humain jouent un rôle dans l'histoire et les mécaniques du jeu.

### Historique
Digimon Survive est dévoilé au grand public en juillet 2018 dans le magazine japonais V Jump, pour une sortie annoncée sur PlayStation 4 et Nintendo Switch en 2019. L'annonce de sa sortie internationale est faite le même mois par Bandai sur YouTube via une bande-annonce ; la Xbox One et Steam font alors également partie des supports communiqués. Bandai Namco Europe confirme en août 2018 que le jeu sera disponible en français, ainsi qu'en anglais, espagnol, italien et en allemand. Ces traductions sont annoncées parallèlement aux ambitions européennes de Toei Animation pour ses animes. En septembre 2018, les producteurs révèlent dans Famitsu que le jeu est fini à 30 %.

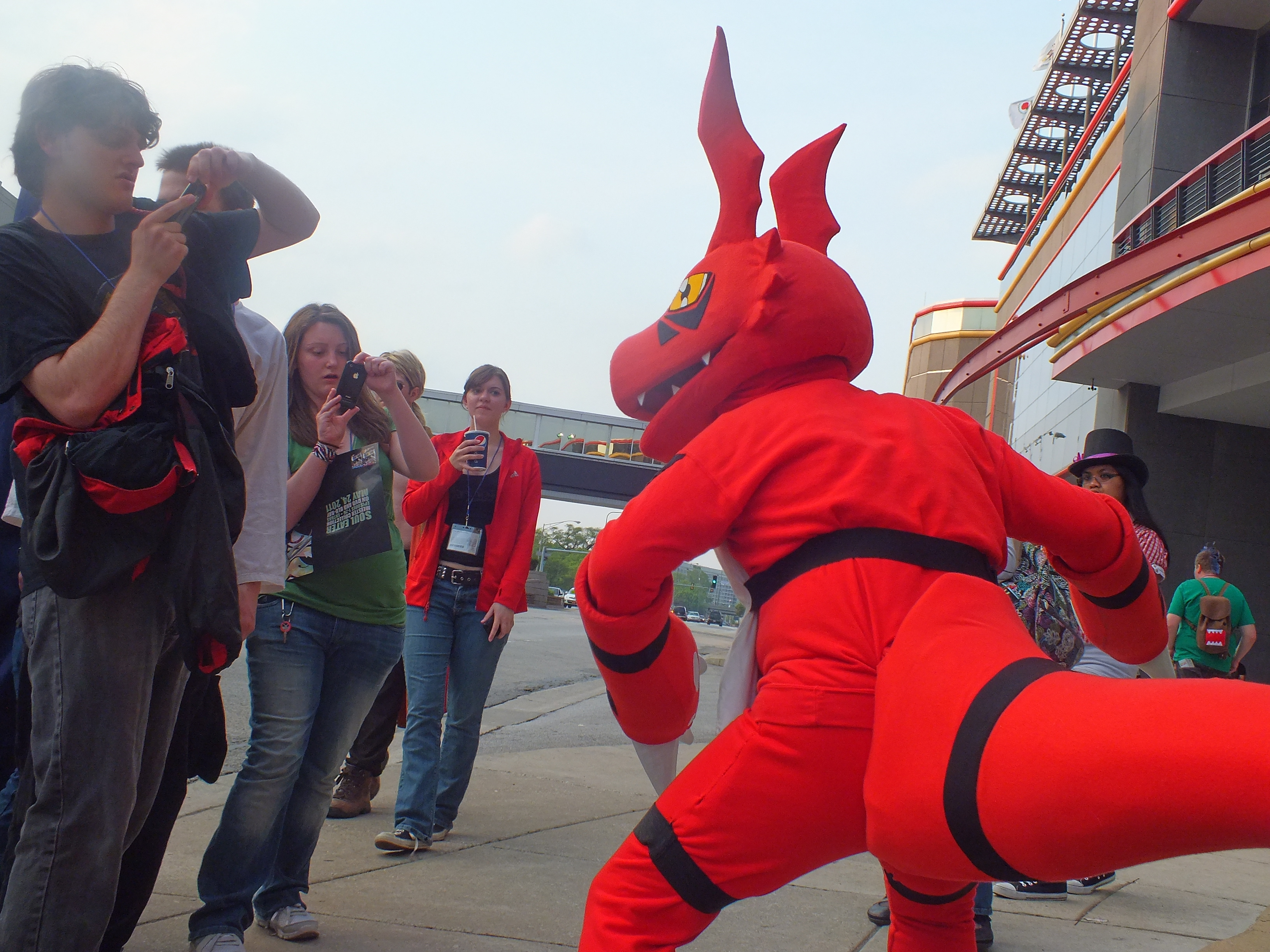
En guise de remerciement, Bandai publie une édition spéciale limitée avec laquelle un DLC Guilmon peut-être téléchargé pendant le premier mois de la sortie du jeu.

Le 6 juillet 2019, Bandai Namco annonce à l'Anime Expo que le jeu est repoussé à 2020. La cinématique d'ouverture en animation de Digimon Survive est distribuée à différents médias le 22 juillet 2019, en guise de teaser. Le 29 juillet 2020, le site internet de Toei Animation Europe mentionne une sortie du jeu en Europe en janvier 2021, avant de se rétracter le 4 août. Ce projet est présenté avec la promotion du film Digimon Adventure: Last Evolution Kizuna en France, la cinématique d'ouverture du jeu est projetée au Grand Rex à Paris le 22 septembre 2020,,. Le 8 octobre 2020, Kazumasa Habu, producteur du jeu, répond sur Twitter à un fan s'inquiétant du manque de nouvelles de ce jeu, expliquant qu'une refonte du planning de développement était en cours. Le 15 octobre 2020, Bandai et Kazumasa Habu annoncent sur Twitter que la sortie du jeu est reportée à 2021, en raison de la pandémie de Covid-19 et d'un passage vers une autre configuration et un autre moteur de développement à l'été 2019 — les obligeant à revoir entièrement la production et les spécifications du jeu. Bandai Namco promet alors de communiquer sur la situation au printemps 2021, mais cette promesse restera sans suite, et il n'y aura également aucune mention du développement de Digimon Survive lors de l'E3 2021. Le projet donne pourtant des signes de vie en apparaissant sur des listings officiels de classification ; et le 28 juillet 2021, le rapport financier de la Toei Animation mentionne le jeu pour une sortie entre octobre et décembre 2021 (période fiscale Q3 2022). Le 28 octobre 2021, Bandai Namco annonce que le jeu est officiellement reporté à 2022, s'excusant de la situation et du manque de communication.
Le 26 février 2022, Bandai Namco à travers le producteur Kazumasa Habu révèle que les reports à répétition sont dus au départ du studio Witchcraft du projet — entraînant un nombre de « réajustements sur le jeu » et indique que la sortie « devrait prendre un peu plus de temps que prévu, le temps de s'accorder en interne ». Digimon Survive est ainsi annoncé comme étant développé par le studio Hyde ; et de plus en plus proche de sa finalisation. Le producteur Kazumasa Habu confie, en juillet 2022, que son intention initiale était de développer le jeu avec une petite équipe et un budget de jeu indépendant, plutôt qu'avec un budget normalement alloué à un jeu Digimon, en précisant que sa vision du jeu a nécessité le passage à un studio de développement avec un budget plus conséquent,. Le développeur initial, Witchcraft, n'avait pas surexploité le budget octroyé et cela a permis de convaincre les parties prenantes de Bandai de ne pas annuler le jeu,. Le développement par le studio Witchcraft se fait avec un moteur de jeu maison auquel Hyde n'a pas accès : le développement du jeu doit être repris de zéro avec un nouveau moteur de jeu, Unity, faisant ainsi doubler le temps de développement du jeu de deux à quatre ans,.
Toujours le 26 février 2022, Bandai Namco présente plusieurs éléments, mécanismes et caractéristiques ainsi qu'une nouvelle bande-annonce du jeu lors de la Digimon Con 2022. Le 20 avril 2022, le mensuel V Jump révèle l'officialisation d'une sortie pour le 28 juillet 2022, cette annonce intervient au lendemain de la décision de Nintendo d'avancer la sortie du jeu de rôle Xenoblade Chronicles 3 à la même date,. En juin 2022, Bandai Namco présente trois bandes-annonces présentant différents aspects du jeu et en juillet, une ultime bande annonce au lancement. Un marketing discret par l'éditeur a entouré le jeu.

### Commercialisation
Digimon Survive sort le 28 juillet 2022 au Japon et le 29 juillet 2022 à l'international. En Allemagne, l'édition physique pour la Playstation 4 sort le 4 août 2022, et les éditions physiques pour l'Amérique latine sortent le 9 septembre 2022.
Le 15 juin 2022, Bandai Namco annonce une distribution du jeu en Europe au format physique sur PlayStation 4, Xbox One, Nintendo Switch. La branche commerciale Bandai Namco France choisit arbitrairement de ne pas commercialiser le jeu en grande distribution ; en France, il est uniquement distribué par téléchargement,.
Le jeu est présenté au public comme étant compatible avec la PlayStation 5 et la Xbox Series. Le titre est aussi proposé sur PC, uniquement via la plateforme de distribution Steam. Le premier mois de commercialisation, les éditions japonaise et américaine contenaient du contenu additionnel spécifique ; pour l'édition européenne, ce contenu n'était disponible que lorsque le jeu était acheté en version dématérialisée.

## Accueil

### Critique
Digimon Survive reçoit des critiques « mitigées ou moyennes », selon le site d'agrégation de critiques Metacritic. Les versions PlayStation 4 et Nintendo Switch du jeu reçoivent une note globale de 32/40 par le magazine japonais Famitsu, sur la base de notes individuelles de 8, 8, 9 et 7/10.
Le jeu vidéo divise la critique dès sa sortie, en cause l'aspect roman auquel de nombreux joueurs n’adhèrent pas. Gameblog attribue une note de 6/10 au titre en valorisant les enjeux de son histoire, mais décrie des « combats insignifiants sans une once de tactique » et les « nombreux moments de remplissage et de dialogues creux qui gonflent artificiellement la durée de vie. Digimon Survive a plein de bonnes idées qui ont une jolie synergie entre elles, sauf qu'individuellement, toutes souffrent de gros défauts ou ne sont pas assez abouties ». ActuGaming attribue un 7/10 à l'histoire, « plutôt bien calibrée, malgré quelques écarts qui peuvent agacer et plusieurs longueurs », en déplorant toutefois la non-pertinence de la partie tactique. Pour Gamosaurus, Digimon Survive est un visual novel qui passe à côté de ce qui définit son genre « avec une histoire quelconque, et qui n’implique jamais le joueur. Les combats stratégiques sont un plus, mais totalement ratés tant ils ne proposent aucune difficulté ». New Game Plus regrette que Digimon Survive souffre d'une direction artistique et tactique pauvre et déplore une production qui se prend trop au sérieux « dépeignant des adolescents clichés, frôlant la stupidité par moments, l’histoire s’enlise dans un marasme de lenteur et de stéréotypes rendant le récit ennuyant. […] Un constat bien triste, pour une licence ayant pourtant de quoi se renouveler tant sa matière est riche ». Nintendo-Town attribue une note de 4.4/10, « en dehors de l’aspect esthétique global, Digimon Survive flope sur presque tous les points. Les dialogues robotiques et sans âme, en passant par la fausse ambiance d’horreur qui ne prend pas ». Le Bêta-testeur lui attribue une note de 6,7/10, déplorant un manque de contenu et « clairement d’amour. Vous voulez vous concentrer sur les dialogues, mais ils sont mauvais. Vous voulez pousser à fond dans les combats, mais ils sont trop faciles. Vous voulez une expérience hors du commun, la narration vient vous arracher le peu d’espoir qui vous restait ».
En Amérique du Nord, IGN attribue un 6/10 au jeu, « Digimon Survive est un visual novel de qualité qui tourne autour de l'un des pires jeux de tactique de tous les temps ». Pour PlayStation LifeStyle qui lui attribue un 7/10, de « nombreux points de l'intrigue traînent en longueur, le système de karma est artificiel et l'interface est terne. Le développeur Hyde avait le début d'une bonne idée ici, mais insuffisante pour mériter une suite ». Push Square attribue au jeu une note de 7/10 à son histoire et à ses personnages, lui reprochant toutefois ses phases d'exploration « lentes, et au mieux supportables - au pire, frustrantes et ennuyeuses » et des combats limités, « la digivolution est le seul aspect qui ajoute un véritable piment au processus ». Kotaku estime que le jeu est mal rythmé, critiquant ses archétypes fades et la dynamique incohérente de ses personnages et de leurs prises de décisions : « Jouer à Digimon Survive donne l'impression de lire par-dessus l'épaule de quelqu'un qui prend trop de temps pour tourner la page ».

### Ventes
Au Japon, Digimon Survive démarre sous les ventes de ses prédécesseurs avec 28 536 exemplaires physiques vendus pour la Nintendo Switch et 7 757 exemplaires vendus pour la version PlayStation 4, soit respectivement les 2e et 12e meilleures ventes lors de la première semaine de commercialisation du jeu,. En deux semaines, le jeu se vend à un total de 35 480 exemplaires sur la Switch.
Aux États-Unis, le jeu connaît un fort démarrage en se classant 8e en 48 heures des ventes de la Switch (en boîte et en téléchargement) et, toutes consoles confondues, 11e dans le classement des ventes du mois d'août. Au Royaume-Uni, le jeu fait son entrée à la 10e place dans le classement général des meilleures ventes physiques ; en Espagne, le jeu démarre 4e des ventes en écoulant 4 000 exemplaires (75 % sur Nintendo Switch). En Allemagne, Digimon Survive sur Playstation 4 et Nintendo Switch démarre 3e et 4e des classements des ventes physiques des consoles respectives. En Australie, le jeu démarre 3e des ventes physiques et dématérialisées de la semaine, 7e en Nouvelle-Zélande.
En France, Digimon Survive est la 14e meilleure vente de la plateforme Steam lors de sa première semaine de commercialisation. Il se hisse à la 11e place des meilleures ventes françaises de l'eShop lors de sa semaine de sortie. Le jeu se positionne 21e des meilleures ventes françaises en 24 heures.
Le jour de sa sortie, Digimon Survive se place à la 1re place des meilleures ventes mondiales de Steam, devant le jeu Stray, ; il se hisse 3e des meilleures ventes en 48 heures et 10e lors de la première semaine de commercialisation ; le jeu quitte le classement la semaine suivante. Digimon Survive est 15e du classement du Nintendo eShop européen du mois de juillet. En décembre 2022, Bandai déclare que Digimon Survive s'est vendu à plus de 500 000 exemplaires dans le monde, un résultat positif pour l'éditeur,. Cette annonce fait suite à des remises successives en novembre, qui ont réduit son prix initial d'un tiers.